# Содзюцу
Содзюцу (яп. 槍術, досл. «мистецтво списа») — традиційне японське бойове мистецтво, що спеціалізується на володінні списом ярі. Є однією з найдавніших форм будзюцу (військових мистецтв), яка виникла в епоху феодальної Японії.

## Історія
Витоки содзюцу сягають періоду Хейан (794—1185), але широке застосування списа як основної зброї почалося в період Сенґоку (XV—XVI століття), коли ярі став основною зброєю піхоти. У цей час виникло багато шкіл, що систематизували техніки бою зі списом. Однією з найвідоміших стала Хозоін-рю, заснована у XVI столітті ченцем Хозоін Інейем, яка застосовувала тризубцеві списи.

## Техніки
Содзюцу включає такі основні елементи:
- Цукі (突き) — колючі удари;
- Кірі (切り) — розсічення або ріжучі удари (залежно від форми наконечника);
- Нагарі (流し) — блоки та парирування;
- Сабакі — рухи тілом для ухилення або контратаки.

## Види списів
- Ярі (槍) — класичний японський спис;
- Камі-ярі — спис із додатковими бічними лезами;
- Сасумата — спис-пастка для захоплення противника;
- Нагіната — хоча є окремим видом зброї, техніки часто перетинаються.

## Сучасний стан
Нині содзюцу вивчається переважно в межах корю будзюцу — традиційних шкіл бойових мистецтв. Найвідоміші з них — Каторі Сінто-рю, Касіма Сінто-рю та Ягю Сінган-рю. Практикується в Японії й за її межами, зокрема в рамках фестивалів бойових мистецтв (енбукай).

## Відомі школи
- Хозоін-рю
- Каторі Сінто-рю
- Касіма Сінто-рю
- Ягю Сінган-рю